# Pic de l'Orri
Pic de l'Orri är en bergstopp i Spanien.   Den ligger i provinsen Província de Lleida och regionen Katalonien, i den nordöstra delen av landet, 500 km nordost om huvudstaden Madrid. Toppen på Pic de l'Orri är 2 440 meter över havet.
Terrängen runt Pic de l'Orri är bergig åt nordväst, men åt sydost är den kuperad.Runt Pic de l'Orri är det mycket glesbefolkat, med 3 invånare per kvadratkilometer. Närmaste större samhälle är Sort, 6,9 km väster om Pic de l'Orri. I omgivningarna runt Pic de l'Orri växer i huvudsak barrskog.